# Uromyrtus
Uromyrtus là một chi thực vật trong họ sim Myrtaceae. Chúng được mô tả như là một chi lần đầu vào năm 1941. Sự đa dạng lớn nhất của các loài trong chi này được tìm thấy ở New Caledonia và phần còn lại được tìm thấy ở Úc, New Guinea và Borneo.
Hoa của các loài trong chi này thường mọc riêng lẻ ở nách lá và thường hướng xuống dưới. Đặc điểm này làm cho chúng có vẻ giống với các loài trong chi Ugni ở vùng nhiệt đới mới, nhưng bằng chứng từ các nghiên cứu giải trình tự DNA cho thấy hai chi này không có quan hệ họ hàng gần.

## Các loài
1. Uromyrtus allisoniana - Papua New Guinea
2. Uromyrtus archboldiana - New Guinea
3. Uromyrtus artensis - New Caledonia
4. Uromyrtus australis - New South Wales
5. Uromyrtus baumanii - New Caledonia
6. Uromyrtus billardierei - New Caledonia
7. Uromyrtus brassii - New Guinea
8. Uromyrtus curvipes - New Caledonia
9. Uromyrtus emarginata - New Caledonia
10. Uromyrtus gomonenensis - New Caledonia
11. Uromyrtus lamingtonensis - New South Wales, Queensland
12. Uromyrtus metrosideros - Queensland
13. Uromyrtus nekouana - New Caledonia
14. Uromyrtus neomyrtoides - New Caledonia
15. Uromyrtus ngoyensis - New Caledonia
16. Uromyrtus novoguineensis - Papua New Guinea
17. Uromyrtus paulotchensis - New Caledonia
18. Uromyrtus rostrata - New Guinea
19. Uromyrtus sarawakensis - Sarawak
20. Uromyrtus sunshinensis - New Caledonia
21. Uromyrtus supraaxillaris - New Caledonia
22. Uromyrtus tenella - Queensland
23. Uromyrtus thymifolia - New Caledonia